# چوپا چاپس
چوپا چاپس (انگلیسی: Chupa Chups) شرکت صنایع غذایی اسپانیایی است، که در سال ۱۹۵۸ تأسیس شد.